# Minoru Arakawa
Minoru Arakawa (荒川實 Arakawa Minoru?) (Kioto, 3 de septiembre de 1946) es un empresario japonés, conocido por ser el primer presidente de Nintendo of America, división de Nintendo en Estados Unidos.

## Biografía
Minoru Arakawa nació el 3 de septiembre de 1946 en Kioto, Japón, segundo hijo de Waichiro Arakawa y Michi Ishihara. Su hermano mayor, Shoichi, más tarde se hizo cargo del negocio familiar. Su hermana se casó con un profesor de medicina.  Waichiro era el gerente de Arakawa Textiles y estaba más preocupado por mantener relaciones positivas con proveedores y clientes que por hacer crecer la empresa. Michi era una artista, que pasaba las tardes en el jardín familiar o en su estudio; sus pinturas fueron colgadas en la casa de su familia. La familia de Arakawa era rica; las propiedades inmobiliarias totales de la familia de Arakawa combinadas eran aproximadamente una quinta parte del distrito del centro de Kioto.
Arakawa comenzó a estudiar en la Universidad de Kyoto en 1964, tomando clases generales durante los primeros dos años antes de concentrarse en la ingeniería civil. Se graduó con una maestría en 1969, antes de mudarse a Boston en 1971 para continuar sus estudios de ingeniería civil en el Instituto Tecnológico de Massachusetts. Fue testigo de varias protestas contra la participación de Estados Unidos en la guerra de Vietnam, pero no participó en ellas. Arakawa se graduó del MIT con una segunda maestría en 1972. Después de una conversación en el campus con un grupo de jóvenes empresarios japoneses, decidió intentar encontrar trabajo en una empresa comercial. Al regresar a Japón, fue contratado por Marubeni, una empresa en Tokio que desarrolló hoteles y edificios de oficinas. En una fiesta de Navidad en Kioto, Arakawa conoció a Yoko Yamauchi, hija del presidente de Nintendo, Hiroshi Yamauchi. Se casaron en noviembre de 1973. Arakawa, junto con su esposa y su hija Maki de tres años, se mudaron a Vancouver, Canadá en 1977 por motivos laborales. Una segunda hija, Masayo, nació en 1978.
Hiroshi Yamauchi le ofreció a Arakawa el trabajo de establecer Nintendo of America; mientras que Yoko se opuso al puesto, habiendo visto el impacto de la empresa en la vida de su padre, Arakawa aceptó la oferta. Arakawa y su esposa establecieron una oficina en Manhattan en 1980, y Arakawa se convirtió en el primer presidente de la compañía. Tuvo un éxito modesto en la importación de juegos de arcade de la empresa matriz en Japón y luego apostó su pequeña empresa en un gran pedido de Radar Scope con una recepción desastrosa. Este fracaso impulsó la innovadora creación del videojuego Donkey Kong por parte de la empresa matriz, y convirtió su almacén lleno de inútiles unidades de Radar Scope en un exitoso inventario de unidades de Donkey Kong. Esto también marca el debut de Mario, a quien Arakawa le atribuye el nombre del propietario italiano de la oficina, Mario Segale.
A partir de 1985, él y Howard Lincoln tuvieron un papel importante en la reconstrucción de la industria del videojuego (tras la crisis de 1983) con la consola Nintendo Entertainment System. Arakawa también contrató a Howard Philips, que tuvo un papel fundamental en la creación de la revista Nintendo Power.
En enero de 2002, Arakawa renunció como presidente de Nintendo of America y fue sucedido por Tatsumi Kimishima, ex director de finanzas de The Pokémon Company, subsidiaria de Nintendo. Arakawa ganó un premio a la trayectoria en febrero de 2007 en los premios Interactive Achievement Awards.
En enero de 2006, Arakawa cofundó Tetris Online, Inc. con Henk Rogers y el creador de Tetris Alekséi Pázhitnov, que desarrolló varios juegos para Nintendo DS, Wii, iOS y Facebook. Arakawa se desempeñó como presidente de Tetris Online, Inc. hasta marzo de 2013. También es asesor de Avatar Reality.